# Димитър Ризов (художник)
Вижте пояснителната страница за други личности с името Димитър Ризов.
Димитър Йорданов Ризов е български художник, илюстратор.

## Биография
Роден е в 1900 година във Велес в еснафско семейството. Учи във Велес и в Хасково, след което учи три години история и археология в Софийския университет. От 1932 година до 1934 година работи като аташе в Българската легация в Брюксел и същевременно следва история на изкуствата и реставрация в Института по история, археология и изкуства и в специалния отдел по музейно дело към Музея на древността в Брюксел. Изучава техниката на старите фламандски художници. Специализира реставрация и консервация на произведения на изкуството при прочутия фламандски реставратор Ван дер Бекен и при професорите Девинг, Егид Рамбо и Виктор Русо. Работи в отдела по запазване на художествени документи в Музея на изкуството при проф. Бомер. Изучава техниката на старите майстори, на християнското изкуство из музеите и църквите в Западна Европа.
През 20-те и 30-те години на XX век работи като кореспондент и художествен редактор на вестниците „ Илинден“, „Независима Македония“, списание „Християнка“. Илюстрира изданията на Илинденската организация, книги и църковни вестници и списания. Работи като художник–реставратор в Рилския манастир и по Беломорието, а от 1938 година до пенсионирането си и в Църковно-историческия музей.
Димитър Ризов има научен принос със статии и трудове по техника на живописта и реставрацията, както и много статии, речи, кореспонденция, съобщения и други по национални въпроси.
Умира в София през 1981 г. 
В Централния държавен архив се съхранява личен архивен фонд на Димитър Ризов.